# Jósika család
A Jósika család (branyicskai, báró) Erdély egyik legnevezetesebb családja, amely Karánsebes vidékéről, a temesi bánságból, ahol már terjedelmes birtokai voltak, származott át Hunyad vármegyébe.

## Története

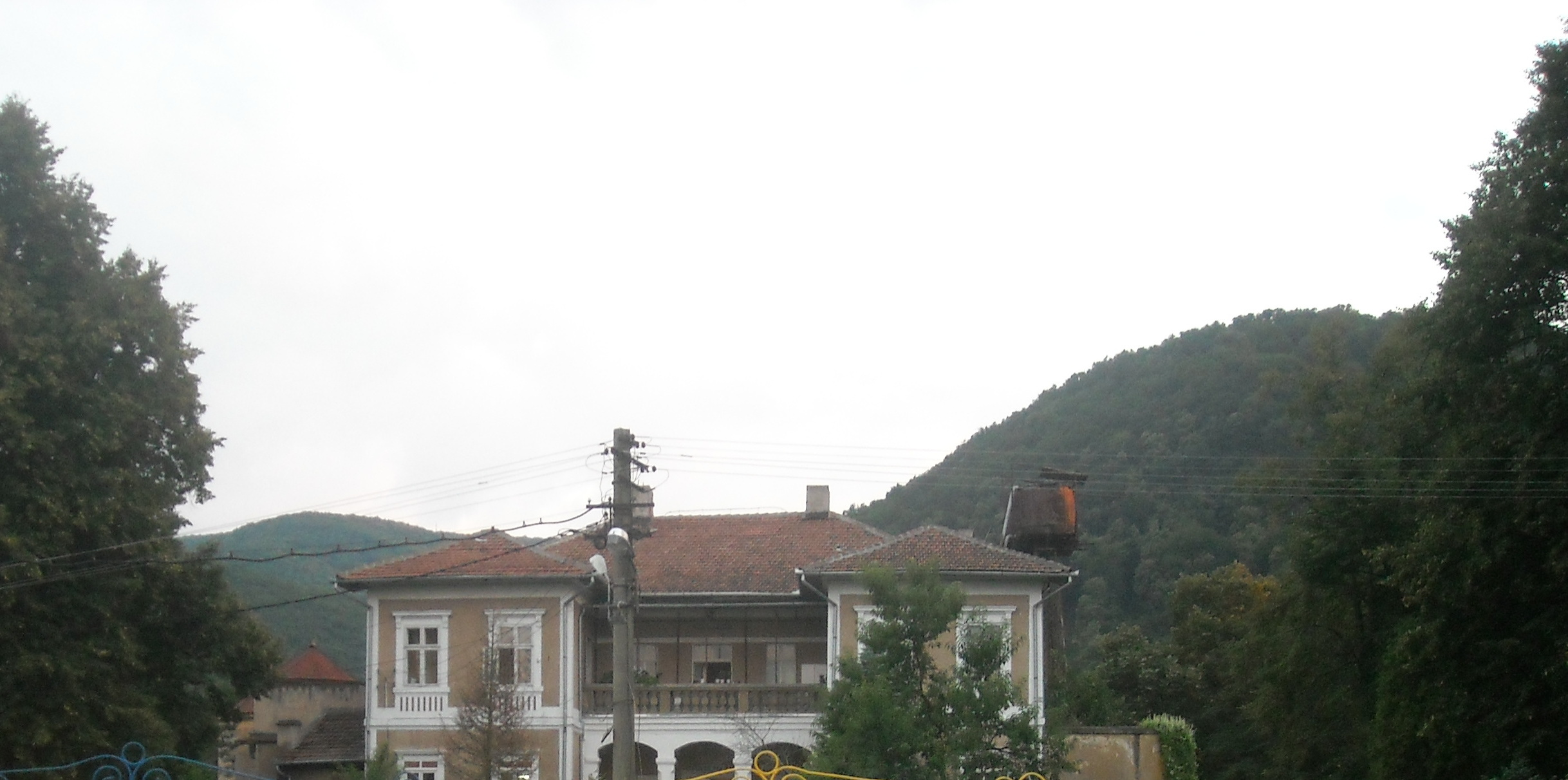
Jósika kastély, Branyicska

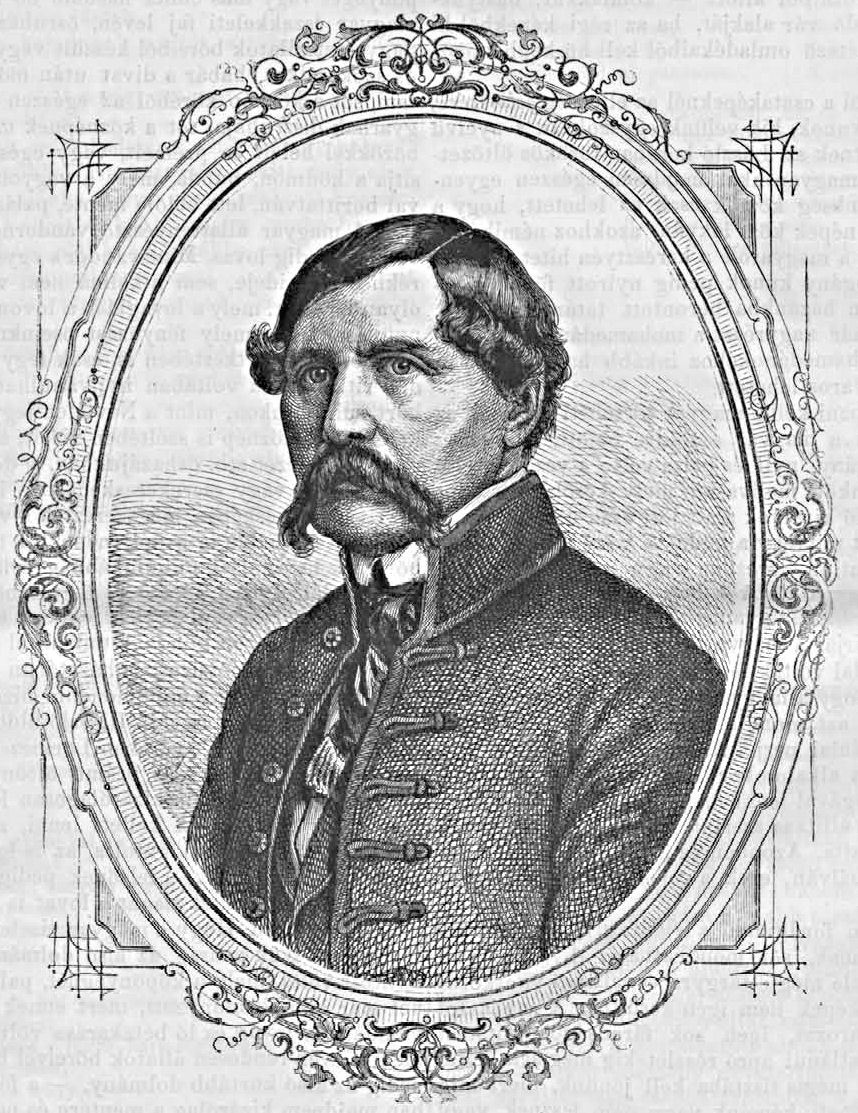
báró Jósika Miklós (1794–1865) író, politikus (Vasárnapi Ujság, 1861. február 24.)

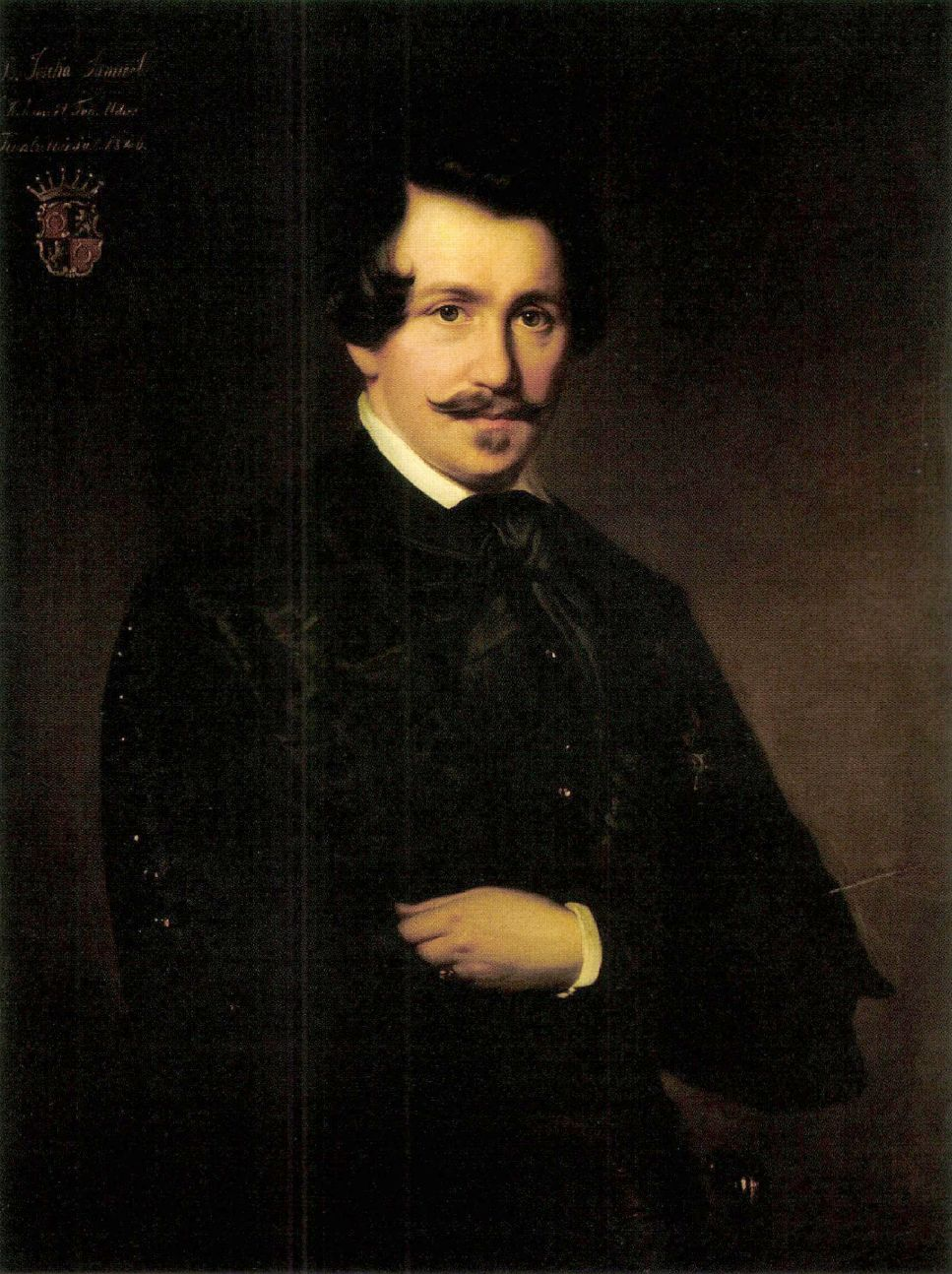
Jósika Sámuel kancellár

A Jósika család első híres férfi tagja, aki Erdélyben megtelepedett István volt. I. István Báthory Zsigmond fejedelem udvarába jutott, 1593-ban Füzy Borbálát, Gyulai Pál özvegyét vette nőül, aki rokonságban volt a Báthoryakkal. 1594-ben, mikor Báthory az ellenzék főembereit Kolozsváron lefejeztette, I. István már emelkedni kezdett a fejedelem ingatag kegyében, és 1595-ben, a Báthory ellen fellázadt Szalánczy László branyicskai birtokát nyerte adományul, Szalánczy hűtlensége miatt, honnét a család ezután előnevét írta. Később a fejedelem kancellárjává nevezték ki, családja hatalmát és vagyonosságát Erdélyben ő alapította meg.
Jósika I. István szerepe Erdély történetében igen kétértelmű volt; gyors emelkedését gyors bukás követte. A nagyravágyó férfi Báthory előtt gyanúba keveredve, avégett, hogy a fejedelemség elnyerésére törekszik, már 1598-ban fogságra vettetett, Szatmárra hurcolták, majd Báthory Boldizsár és Kovacsóczy Farkas kivégeztetése napján a vár kapuja előtt lefejezték, kincseit és a Báthory által adományozott birtokait is elkobozták és csak később fia, Zsigmond szerezte vissza azokat, kinek neje Báthory Anna volt.
- Zsigmond, I. István említett fia, Bethlen Gábor ellen harcolt és Désnél vereséget szenvedett.
- I. Gábor, Zsigmond testvére  szintén az ellenzékkel tartott és Magyarországra jőve, Esterházy Miklós nádor mellett részt vett a Bethlen Gábor elleni hadjáratokban; a fejedelem halála után pedig visszament Erdélybe és visszaszerezte ősi javai egy részét.

I. Gábornak, ki 1630-1688 között élt, két fia, II. Gábor és II. István volt. Ők alapították a család két fő ágát, a branyicskai-t és a szurdoki-t.
II. Gábor királyi táblai ülnök volt és báróvá lett; II. István (1648-96) dévai várkapitány volt. II. Gábortól származott a családnak nagy hatalomra és legmagasabb méltóságokra emelkedett konzervatív és aulikus érzelmű ága és ebből László 1751-ben hunyadvármegyei főispán lett. János, Antal főkormányszéki titkár fia volt, aki 1809-ben táblai ülnök, 1812. hunyadvármegyei főispán, 1816-ban főkormányszéki tanácsos, 1819-ben belső titkos tanácsosként a főkormányszék alelnöke, 1822. pedig elnöke lett. 1834-ben való nyugalmaztatása alkalmával a Lipót-rend nagy keresztjét kapta hű szolgálatai jutalmául; az 1841-1842 évi országgyűlésen mint királyi hivatalos folytatta politikai szereplését egészen 1843 május 16-án bekövetkezett haláláig, ekképpen fiai részére is utat nyitva a magas hivatalokra.
A főkormányszéki elnök fiai voltak: Sámuel, Lajos, tordai főispán, 1842-ben főkormányszéki tanácsos, az 1846-47-iki országgyűlésen a kormánypárt vezére s családja ez ágának hagyományos politikáját követő szónoka volt; az 1848-iki forradalom Doboka vármegye főispáni székén találta; a harmadik testvér, János katonai pályára lépett s tábornokságig vitte.
A másik (szurdoki) ág, mely II. Istvánnal kezdődik, ennek három fiában, I. Imre, Dániel és III. Istvánban folytatódott, kik 1698. bárói rangot nyertek. I. Imre, tordai főispán unokája volt II. Imre, kinek nejétől, Bornemissza Annától, született fia I. Miklós, a regényíró, II. Miklósnak nagy műveltségű atyja, ki 1824. halt meg, maga után hagyván gróf Lázár Eleonora korán elhalt nejétől a nagy írót, családjának e téren méltó büszkeségét. A költő egyik testvére Samu, 1819. párbajban esett el, Imre pedig, ki 1847. halt meg, fia Kálmán volt, aki szintén irodalommal foglalkozott.

## A család nevezetesebb tagjai
- Jósika Gábor - báró, országgyűlési képviselő, Kolozsváron született 1854-ben. Középiskolai és katonai tanulmányai bevégeztével 15 évig katonáskodott, mint főhadnagy hagyta el a hadsereget. Szamosfalván volt mintagazdasága. 1892-ben a hunyadvármegyei kőrösbányai kerület beválasztotta a képviselőházba, amelyben a szabadelvűpárt híve. 1881-től császári és királyi kamarás.
- Jósika Miklós, branyicskai báró (1794–1865) - író, újságíró, a magyar romantikus regény megteremtője.
- Jósika Júlia, családi nevén báró Jósika Miklósné báró Podmaniczky Júlia (1813–1893) - író, műfordító, Jósika Miklós író felesége
- Jósika Kálmán báró, a nagy regényíró Imre nevű fivérének fia, 1837-ben született, Kolozsváron és Bécsben tanult. Eleinte a jogi pályára készült, a szükséges képesítéseket meg is szerezte, de később, többévi külföldi utazásaiból hazatérve, leginkább az irodalom különféle ágaival foglalkozott.
- Jósika Sámuel (kancellár), branyicskai báró (1805–1860) erdélyi kancellár.
- Jósika Sámuel (politikus), branyicskai báró (1848–1923) főispán, főrendiházi elnök, országgyűlési képviselő, a király személye körüli miniszter, belső titkos tanácsos.